# 지족항 (창선면)
지족항은 경상남도 남해군 창선면 지족리, 창지족마을 인근에 있는 어항이다. 2002년 8월 6일 어촌정주어항으로 지정하여 관리하고 있다. 시설관리자는 남해군수이다.

## 어항 시설
- 선착장 L=100m, B=4.5m, 물량장 L=22m, B=20m, 호안 L=115, B=6.0m

## 주요 어종
- 감성돔, 도다리, 노래미, 바지락, 전어, 낙지 등